# Savatage-diszkográfia
Az amerikai Savatage metalegyüttes diszkográfiája 11 stúdióalbumot, 2 koncertlemezt, 12 kislemezt és 4 válogatáslemezt foglal magában. Ez a lista nem tartalmazza a valamikori Savatage tagok lemezeit, és az együtteshez kapcsolódó más előadók, zenekarok lemezeit.

## Stúdióalbumok
| USA megjelenés dátuma | Album címe                | Kiadó                 | Helyezések                                                                                         | USA eladások |
| 1983. április 11.     | Sirens                    | Combat Records        | |              |
| 1985. május 20.       | Power of the Night        | Atlantic Records      | |              |
| 1986. június 30.      | Fight for the Rock        | Atlantic Records      | Billboard Top 200: #158                                                                            |              |
| 1987. szeptember 28.  | Hall of the Mountain King | Atlantic Records      | Billboard Top 200: #116                                                                            | 336,000      |
| 1989. december 1.     | Gutter Ballet             | Atlantic Records      | Billboard Top 200: #124 Németország Charts: #47                                                    |              |
| 1991. október 4.      | Streets: A Rock Opera     | Atlantic Records      | Heatseekers: #31                                                                                   |              |
| 1993. április 2.      | Edge of Thorns            | Atlantic Records      | Heatseekers: #23 Németország: #79 Japán: #52                                                       |              |
| 1994. augusztus 15.   | Handful of Rain           | Atlantic Records      | Heatseekers: #31 Németország: #85 Japán: #66                                                       |              |
| 1995. szeptember 22.  | Dead Winter Dead          | Atlantic Records      | Heatseekers: #18 Németország: #80 Japán: #68                                                       |              |
| 1998. április 7.      | The Wake of Magellan      | Atlantic Records      | Heatseekers: #26 Németország: #11 Japán: #44                                                       |              |
| 2001. április 3.      | Poets and Madmen          | Nuclear Blast Records | Top Independent Albums: #49 Németország: #7 Ausztria: #70 Olaszország Charts #93 Svájc Charts: #98 |              |

## Koncertlemezek
| USA megjelenés dátuma | Album címe                      | Kiadó        | Helyezések | USA eladások |
| 1995. október 9.      | Japan Live '94                  | Zero Records |            |              |
| 1995. december 15.    | Final Bell / Ghost in the Ruins | Zero Records |            |              |

## Válogatáslemezek
| USA megjelenés dátuma | Album címe                                          | Kiadó        | Helyezések | USA eladások |
| 1995. december 2.     | From the Gutter to the Stage                        | Edel Records |            |              |
| 1997. január 10.      | The Best and the Rest                               | JVC Victor   |            |              |
| 1998. november 18.    | Believe                                             | Zero Records |            |              |
| 2010. március 2.      | Still The Orchestra Plays: Greatest Hits Vol. 1 & 2 | SPV Records  |            |              |

## EP-k
| USA megjelenés dátuma | Album címe               | Kiadó            | Helyezések | USA eladások |
| 1984                  | The Dungeons Are Calling | Combat Records   |            |              |
| 1995                  | Chance                   | Atlantic Records |            |              |
| 1995                  | Doesn't Matter Anyway    | Atlantic Records |            |              |

## Kislemezek
| Év   | Cím                        | Helyezések                        | Helyezések                  | Album                 |
| Év   | Cím                        | U.S. Mainstream Rock Tracks chart | German Top100 Kislemezlista | Album                 |
| 1985 | "In the Dream"             | -                                 | -                           | Power of the Night    |
| 1989 | "Gutter Ballet"            | -                                 | -                           | Gutter Ballet         |
| 1989 | "When the Crowds are Gone" | -                                 | -                           | Gutter Ballet         |
| 1991 | "Jesus Saves"              | -                                 | -                           | Streets: A Rock Opera |
| 1993 | "Edge of Thorns"           | #26                               | -                           | Edge of Thorns        |
| 1994 | "Handful of Rain"          | -                                 | -                           | Handful of Rain       |
| 1995 | "Chance"                   | -                                 | -                           | Handful of Rain       |
| 1995 | "Doesn't Matter Anyway"    | -                                 | -                           | Dead Winter Dead      |
| 1995 | "Dead Winter Dead"         | -                                 | -                           | Dead Winter Dead      |
| 1996 | "One Child"                | -                                 | -                           | Dead Winter Dead      |
| 1998 | "Turns to Me"              | -                                 | -                           | The Wake of Magellan  |
| 2001 | "Commissar"                | -                                 | #88                         | Poets and Madmen      |

## Videók
- 1998 — Japan Live 94

## Videóklipek
| Év   | Dalcím                      | Album                     |
| 1987 | "Hall of the Mountain King" | Hall of the Mountain King |
| 1987 | "24 Hours Ago"              | Hall of the Mountain King |
| 1989 | "Gutter Ballet"             | Gutter Ballet             |
| 1989 | "When the Crowds are Gone"  | Gutter Ballet             |
| 1991 | "Jesus Saves"               | Streets: A Rock Opera     |
| 1993 | "Edge of Thorns"            | Edge of Thorns            |
| 1993 | "Sleep"                     | Edge of Thorns            |
| 1994 | "Handful of Rain"           | Handful of Rain           |
| 1996 | "One Child"                 | Dead Winter Dead          |